# Aslauga australis
Aslauga australis là một loài loài bướm thuộc họ Lycaenidae. Đây là loài đặc hữu của Nam Phi, ở đây chúng thấy ở hai mươi địa điểm bao gồm xavan và rừng ven biển ở East Cape. Chúng cũng được thấy ở Durban ở KwaZulu-Natal.
Sải cánh từ 22–25 mm đối với con đực và 25–28 mm đối với con cái. Cá thể trưởng thành mọc cánh từ mùa xuân sang mùa thu..